# Areva T&D
Areva Transmission et Distribution (anciennement Alstom T&D) est une ancienne filiale du groupe Areva spécialisée dans les métiers de la transmission et de la distribution de l'électricité.  Elle a été cédée le 7 juin 2010 à Alstom (intégrée au sein d'Alstom Grid) et Schneider Electric et ses activités ont été séparées entre les deux acquéreurs.

## Métiers
Areva T&D, une ancienne filiale du groupe Areva, est un des trois leaders mondiaux[réf. souhaitée] spécialisés dans la transmission et la distribution d'électricité — produits, systèmes clé en main, automatismes, disjoncteurs, interrupteurs, sectionneurs, traversées, process de contrôle HTA, transformateurs de puissance ou embarqués — à l'exclusion des lignes électriques elles-mêmes.
Dans la division GIS (Gas Insulated Substations) le site d'Aix-les-Bains (Savoie, France) conçoit, produit et assure le service après-vente (SAV) de postes à isolation gazeuse pour des tensions allant de 245  à   550 kV. Le site d'Aix-les-Bains est certifié ISO 9001 - ISO 14001 et OHSAS 18001.
Dans la division AMT (Appareillages Moyennes Tensions) et FSM (France, Service, Mâcon), le site de Mâcon (Bourgogne, France) emploie 700 personnes, conçoit, produit et assure le SAV d'appareillages moyenne tension HTA (disjoncteurs, interrupteurs, sectionneurs de 5  à   36 kV et process de contrôle) complément indispensable à la distribution d'électricité industriel et public.
Le 1er janvier 2007, le site de Mâcon a décidé de fermer son atelier tôlerie peinture.
Le site de Mâcon est certifié ISO 9001 - ISO 14001 - OHSAS 18001 - MASE et UIC.
Dans la division PCL (Protection et Contrôle), le site de Lattes (Hérault, France) conçoit, intègre et assure la maintenance de systèmes de protections ainsi que des systèmes de contrôle-commande numérique.
Dans la division STF, le site de Fabrègues (Hérault, France), Areva T&D s'impose comme un leader[non neutre] dans la conception et la réalisation de postes de transformation HTA/BT. Certifications : ISO 9001 et 14001

## Histoire
L'histoire de T&D débute en 1928, sous d'autres noms. La fusion de la Société alsacienne de constructions mécaniques (SACM), créée en 1872, spécialisée dans les locomotives, et de la Compagnie française Thomson-Houston (1922), spécialisée dans la traction électrique, a donné naissance à Als-Thom, une entité suffisamment importante pour rivaliser avec ses principaux concurrents. En parallèle, le secteur du transport et de la distribution a également vu la création de la CGE (Compagnie générale d'électricité), GEC (UK) et d'AEG (Allemagne).
Ces sociétés ont toutes joué un rôle majeur dans les industries de production et de transport d'électricité de leur pays respectif. La société suisse Sprecher & Schuh, créée en 1900, et spécialisée dans les appareillages électriques, était également un acteur principal du marché. Elle a investi dans plusieurs filiales en France, notamment Delle en 1909 et a travaillé en étroite collaboration avec elle, pour renforcer son expertise locale dans les activités de basse et moyenne tension et de transformateurs. Les activités T&D de chacune de ces sociétés se sont rejointes pour former ce qui deviendra Areva T&D.

### Renforcement de la présence internationale, entraînée par l'innovation
En 1965, trois nouvelles branches sont créées : Alsthom-Savoisienne, Delle-Alsthom et Unelec, fournissant des disjoncteurs de transformateurs et des systèmes P&C[Quoi ?]. Bien que principalement basé à Chalon-sur-Saône, Mâcon, Villeurbanne et Aix-les-Bains, Alstom développe sa présence internationale au Brésil, au Canada, aux États-Unis, en Indonésie et en Belgique. 1977 a vu la création d'Alstom-Unelec, résultat de la fusion entre Alsthom-Savoisienne, Unelec et Transformateur SA, spécialisé dans les transformateurs de distribution et de puissance au Petit-Quevilly.
La fusion d'Alstom T&D et de CGE, et plus tard, l'acquisition de Sprecher & Schuh (1986) ont permis d'améliorer l'expertise historique dans les tableaux isolés au gaz et les disjoncteurs HT.
Avec l'évolution de l'industrie, la société, principalement basée en France, a continué à accumuler des connaissances et de l'expérience pour faire de l'innovation l'une de ses forces. Sa fusion en 1988 avec GEC a marqué un tournant important, en donnant naissance à une entité réellement internationale s'ouvrant sur l'Australie, l'Inde et l'Afrique du Sud. GEC, avec son expertise en électronique de puissance, HVDC, protection et contrôle-commande, a permis à la société de se mesurer avec succès à un marché précédemment très fermé.
Alstom T&D a développé son expertise et sa présence en Europe en faisant l'acquisition de la société italienne Ceme, leader dans le domaine des sectionneurs, et d'AEG en 1996, spécialiste allemand T&D.  Cette acquisition a permis d'accéder aux marchés russe, polonais, d'Europe de l'Est et turc, élément capital aujourd'hui pour les sites de production d'Areva T&D. En 1998, lors de sa fusion avec CEGELEC, leader dans les systèmes de contrôle de gestion de projets de postes clés en mains et de gestion de réseau, la panoplie de base de l'expertise T&D devient complète. Elle a été rachetée par Areva fin 2003 pour 913 millions d'euros.

### Création du groupe Areva
Areva, leader mondial en énergie nucléaire, a été créé le 3 septembre 2001, par l'association de CEA Industrie, COGEMA et Framatome NP. Areva devient le seul acteur intégré dans l'ensemble du cycle de l'énergie nucléaire.
En 2004, le groupe a agrandi sa plate-forme commerciale et a renforcé sa position stratégique dans le secteur de l'énergie en faisant l'acquisition de la division Transport et Distribution.
Déjà bien implanté dans le monde, les récentes acquisitions d'Areva T&D (RITZ High voltage), fabricant allemand de transformateurs de mesure HT et acteur important aux États-Unis) et une coentreprise avec Sunten Electric Co. Ltd., spécialiste chinois dans les transformateurs de distribution secs, ont permis de renforcer sa position de leader international et d'élargir sa présence géographique.

## Années 2010
Areva T&D a été cédé le 7 juin 2010 à Alstom et Schneider Electric. La partie Transmission d'Areva T&D a été intégrée dans Alstom Grid, tandis que la partie Distribution a rejoint la branche Energy de Schneider Electric.

## Chiffres clés
En 2008, Areva T&D comptait 31 000 collaborateurs et représentait un chiffre d'affaires de plus de 5 milliards d'euros (plus de 30 % des ventes d'Areva).